# Legătură delta

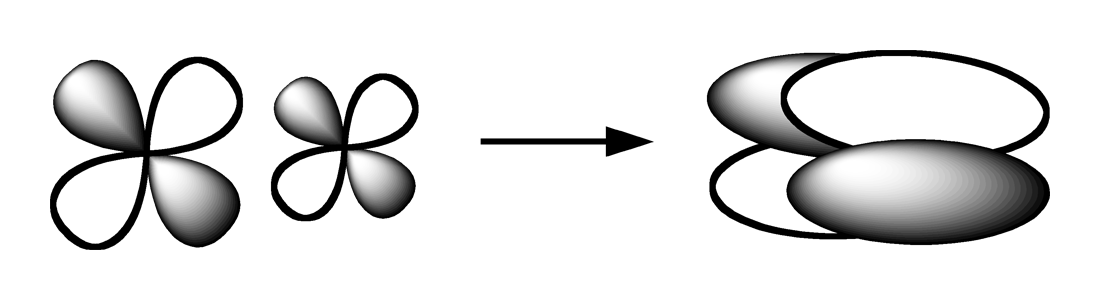
Doi orbitali d formează o legătură δ

Legătura delta (notată adesea cu simbolul δ) este un tip de legătură covalentă în care patru lobi ai unui orbital atomic implicat suprapune patru lobi al celuilalt orbital atomic implicat. Suprapunerea duce la formarea unui orbital molecular.